# Polythene Pam
《Polythene Pam》是由英國搖滾樂團披頭四成員約翰·藍儂創作、收錄於專輯《艾比路》的1969年歌曲。（專輯上是以藍儂-麥卡尼「Lennon–McCartney」的名義發表）

## 歌曲概要
此歌曲在《艾比路》專輯裡以不中斷手法接續前一首曲子《Mean Mr. Mustard》。而歌名中的「Polythene」為英國稱呼製造塑膠用的「Polyethylene」（聚乙烯）另一種唸法。
作品的靈感是來自於披頭四還在洞穴俱樂部駐唱時期的一名叫做佩特·哈傑特（Pat Hodgett）女性歌迷，而佩特個人有著會去嚼食塑膠物品的奇特異行，因此有著「塑膠佩特」（Polythene Pat）的綽號。而另一靈感來源則是某日約翰·藍儂在前往澤西島時，遇到的一名和一位男子陪同、穿著塑膠裝的女人。

## 演奏成員
- 約翰·藍儂：主唱、十二弦吉他、木吉他、拍手聲
- 保羅·麥卡尼：和聲、貝斯、鋼琴、電子琴
- 喬治·哈里森：和聲、主吉他
- 林哥·史達：鼓、鈴鼓、響葫蘆、牛頸鈴